# Obo (Centralafrikanske Republik)
Obo er hovedstaden i Haut-Mbomou, et af de 20 præfekturer i Den Centralafrikanske Republik. Byen ligger tæt på den afrikanske utilgængelighedspol .

## Historie
Obo blev opkaldt efter den lokale Zande- høvding Ogbo, med stavemåden ændret en smule senere. Ogbo herskede over territoriet mellem floderne Mbokou og Kamou. Der opstod dog en konflikt, da den nærboende høvding Gougbéré annekterede en stor del af Ogbos område under påskud af, at indbyggerne var fra den samme etniske gruppe som ham. Ogbo anmodede hans fætter, Sultan Zémio om at hjælpe, men sultanen greb ikke ind. Ogbo bad derefter, i 1910, den franske kolonikaptajn Maurice Martin om at mægle. Martin støttede Ogbos jordkrav, men sagde, at alle nye bosættelser skulle have lov til at forblive.
Den franske militærgeneral Jean Baptiste Marchand passerede gennem området på sin ekspedition for at finde Nilens kilde.
Africa Inland Mission etablerede sig i byen i 1925. Der var en af en række evangeliske missioner i Zande- områderne i Ubangi-Shari og Belgisk Congo.
Natten den 5. marts 2008 var Obo vidne til LRA 's første angreb. Gruppen angreb AIM-kvarteret og bortførte 73 beboere.

### Borgerkrigen i Centralafrikanske Republik (2012-nu)
Den 24. maj 2013 angreb 40-80 militssoldater fra de Sydsudanske Arrow Boys, Obo. Angrebet blev forpurret, og 29 militser blev taget til fange. De blev fængslet af Obo Gendarmerie, og syv af dem døde på deres første dag i fængslet.
Den 9. maj 2020 afværgede de væbnede styrker et angreb fra den væbnede gruppe Unionen for Fred i den Centralafrikanske Republik på Obo og dræbte 11 militante. De afviste endnu et angreb den 18. maj og et andet den 20. maj, hvor 12 militante blev dræbt.  Mellem den 26. og 27. juli 2021 afviste regeringsstyrker endnu et angreb på Obo fra oprørsgrupper tilknyttet Coalition of Patriots for Change. En soldat fra decentralafrikanske væbnede styrker blev dræbt. Da deres by var alvorligt beskadiget af angrebet, organiserede beboerne i Obo en masseprotest over MINUSCA (en)s (United Nations Multidimensional Integrated Stabilization Mission in the Central African Republic) ineffektivitet i forhold til at forhindre vold i området. 
Militsen Azande Ani Kpi Gbe (en)angreb FACA's (fransk: Forces armées centrafricaines; FACA) militærbase i Obo den 5. april 2023 som reaktion på anholdelsen af dens to medlemmer. Angrebet varede i tyve minutter, hvorefter militsen trak sig tilbage fra byen. De hævdede, at angrebet var en advarsel til regeringen. Den 13. august 2023 kidnappede Azande Ani Kpi Gbe en muslimsk beboer i byen, hvilket resulterede i et sammenstød mellem FACA og militsen. En Azandesoldat blev såret, og om natten blev flere butikker i byen brændt ned.

## Sundhedspleje
Byen er hjemsted for det eneste hospital i Haut Mbomou-præfekturet, Hôpital Préfectoral de Obo. Derudover har Obo et sundhedscenter, der drives af Centre Médicale Evangélique de Obo, tidligere Africa Inland Mission.

## Medier
Byen har én radiostation, Radio Zereda.

## Transport
Lufthavnen blev bygget i begyndelsen af 1980'erne af Africa Inland Mission - AIM, og afløste Poste Lufthavn.

## Galleri
- Den protestantiske mission (tidl. AIM) i Obo, set bagfra.
- Lakouanga Marked
- En motorcykel i Obo
- Obo-flyvepladsen (AIM) i starten af den tørtiden.